# الصوفية في الهند
للصوفية تاريخ في الهند يتطور منذ أكثر من 1000 عام. لقد كان وجود الصوفية كيانًا رائدًا في زيادة انتشار الإسلام في جميع أنحاء جنوب آسيا. بعد دخول الإسلام في أوائل القرن الثامن، أصبحت التقاليد الصوفية أكثر وضوحًا خلال القرنين العاشر والحادي عشر في سلطنة دلهي وبعدها في بقية أنحاء الهند. كانت سلطنة دلهي عبارة عن تكتل من أربع سلالات منفصلة زمنيًا، وتألفت من حكام من الأراضي التركية والأفغانية.استقر الدعاة والتجار والمبشرون الصوفيون في ولاية غوجارات الساحلية من خلال الرحلات البحرية والتجارة.
نظم العديد من قادة الطرق الصوفية، الطريقة، أول أنشطة منظمة لتعريف المناطق بالإسلام من خلال الصوفية. قدمت شخصيات القديسين والقصص الأسطورية العزاء والإلهام للمجتمعات الطبقية الهندوسية غالبًا في القرى الريفية في الهند. وقد وجدت التعاليم الصوفية حول الروحانية الإلهية والانسجام الكوني والحب والإنسانية صدى لدى عامة الناس وما زالت تفعل ذلك حتى اليوم.
يمكن تفسير الوجود الجغرافي الهائل للإسلام في الهند بشكل كبير بالنشاط الدؤوب للدعاة الصوفيين. لقد تركت الصوفية أثراً سائداً على الحياة الدينية والثقافية والاجتماعية في جنوب آسيا. تم تقديم الشكل الصوفي للإسلام من قبل الشيوخ الصوفيين.كان للعلماء الصوفيين الذين يسافرون من جميع أنحاء قارة آسيا دور فعال ومؤثر في التنمية الاجتماعية والاقتصادية والفلسفية في الهند. إلى جانب الوعظ في المدن الكبرى ومراكز الفكر الفكري، تواصل الصوفيون مع المجتمعات الريفية الفقيرة والمهمشة ووعظوا باللهجات المحلية مثل الأردية والسندية والبنجابية مقابل الفارسية والتركية والعربية. ظهرت الصوفية باعتبارها "قوة اجتماعية ودينية أخلاقية وشاملة" تأثرت بالتقاليد الدينية الأخرى مثل الهندوسية. وقد جذبت تقاليدهم في الممارسات التعبدية والحياة المتواضعة جميع الناس. ولا تزال تعاليمهم الإنسانية وحب الله والنبي محاطة بالحكايات الصوفية والأغاني الشعبية حتى يومنا هذا. كان الصوفيون حازمين في الامتناع عن الصراع الديني والطائفي وسعى جاهدين ليكونوا عناصر سلمية في المجتمع المدني. علاوة على ذلك، فإن موقف التكيف والتكيف والتقوى والكاريزما هو الذي يستمر في مساعدة الصوفية على البقاء باعتبارها أحد أعمدة الإسلام الصوفي في الهند.